# Dafnís e Alcimadura
Daphnis et Alcimadure (in lingua occitana: Daphnis é Alcimaduro, secondo la grafia utilizzata nel libretto originale o Dafnís e Alcimadura, secondo la grafia della "norma classica") è un'opera del violinista, direttore d'orchestra e compositore di corte francese Jean-Joseph Cassanéa de Mondonville su libretto in lingua d'oc redatto da lui stesso e ispirato all'omonima favola di La Fontaine. L'opera, presentata come "pastorale linguadociana", si articola in tre atti, con l'aggiunta di un prologo in francese intitolato Les jeux floraux ("I giuochi floreali"), su libretto di Claude-Henri de Fusée de Voisenon (1708-1775).

## La vicenda storica dell'opera
L'opera fu messa in scena per la prima volta il 24 ottobre e 5 novembre 1754 nel Castello di Fontainebleau (Francia), alla presenza del re Luigi XV e della sua corte, riscuotendo un franco successo: il duetto dell'ultimo atto anche fu anche bissato. La prima rappresentazione pubblica fu tenuta all'Opéra di Parigi (Teatro del Palais-Royal) il 29 dicembre 1754, quando, secondo Spire Pitou, fu aggiunto il prologo in francese.

Marie Fel, pastello
di Quentin de La Tour
(Musée Antoine-Lécuyer - San Quintino)

Mondonville poté utilizzare per la sua opera innanzi tutto le due star dell'Académie Royale de Musique ormai da tempo sulla breccia: il primo soprano Marie Fel, che era di Bordeaux, e il primo tenore (haute-contre, secondo la classificazione francese dell'epoca) Pierre de Jélyotte (1713-1797), che proveniva invece dal Béarn. Sia Bordeaux che il Béarn sono tradizionalmente zone dialettali guascone, sia pure parlanti due varianti diverse, il guascone settentrionale e il bearnese, mentre Mondonville scriveva in linguadociano; ma si trattava pur sempre di varietà dell'unica originaria lingua d'oc. Il terzo personaggio della pastorale, Jeanet, fu attribuito al secondo tenore della compagnia, Jean-Paul Spesoller detto La Tour (o Latour o Delatour), che era pure originario del sud della Francia, probabilmente di Carcassonne.
L'opera fu composta nello scorcio della Querelle des Bouffons, la storica controversia che oppose i partigiani d'Oltralpe della musica italiana e di quella francese. Mondonville sosteneva il partito francese, di cui era anzi divenuto una sorta di capofila dopo il successo nel 1753 del suo Titon et l'Aurore, e, secondo Thèodore de Lajarte, fu indotto ad utilizzare il suo dialetto materno della Linguadoca nella speranza di consolidare così la sua posizione di leadership del suo campo. D'altro canto però il critico tedesco Melchior Grimm, partigiano della musica italiana e, come tale, tutt'altro che estimatore di quella di Mondonville, non esitò ad approvare caldamente l'uso dell'occitano, trovandolo più vicino all'italiano e disvelandone così la capacità di camuffare almeno in parte l'insipidità della creazione mondovilliana.
Daphnis et Alcimadure ricevette un immediato riscontro favorevole nell'ampia recensione apparsa sul «Mercure de France» all'indomani della prima aperta al pubblico, ed il grado del suo successo può essere misurato dal fatto che godette di diverse parodie: Jérôme et Fanchonnette ou Anacréon à la Grenouillère, "pastorale poissarde" (pastorale nel linguaggio dei pesciaiuoli) di Jean-Joseph Vadé (1719–1757), che fu data al Théâtre de la foire Saint-Laurent il 18 febbraio 1755; Daphnis et Alcimadure rappresentato nel maggio del 1756; Les Amours de Mathurine, "in due atti mêlés d'ariettes", di Jacques Lacombe (1724–1801), messa in scena alla Comédie-Italienne il 10 giugno 1756; ed infine un lavoro dal titolo Alcimatendre, di Jean-François Mussot, detto Arnould, (1734–1795), rappresentato nel 1773.
Nel 1762 all'Opéra di Parigi si pensò ad una ripresa dell'opera e, siccome tutti i vecchi interpreti di origine guascona erano andati in pensione ritirandosi dalla compagnia, a Pierre Jéliotte, che era ancora attivo a corte, (come anche Marie Fel), fu offerta la somma considerevole di 24.000 lire per ventiquattro spettacoli da tenersi nella sala del Palais-Royal. Il grande tenore, però, che aspirava ormai soltanto ad ottenere dal re la licenza per ritirarsi definitivamente nel suo paese natale, rifiutò la ricca offerta. La mancanza di cantanti di madrelingua occitana costrinse allora Mondonville a predisporre una traduzione francese della sua opera che non arrivò però, sul momento, a vedere le luci del palcoscenico. Al contrario, due anni dopo fu la versione originale in occitano ad essere montata di nuovo a corte, con Jéliotte e la Fel nei loro vecchi ruoli protagonistici e con Latour rimpiazzato, nella parte di Jeanet, dal tenore comico neoassunto alla Comédie-Italienne, Antoine Trial (1737-1795), che proveniva da Avignone. La versione francese dovette aspettare fino al 1768 per riuscire a vedere le scene, peraltro senza successo. Fu tuttavia ripresa ancora il 17 marzo 1773, "ma aveva perso il suo carattere di novità, e dovette essere tolta dal repertorio dopo la sua dodicesima rappresentazione", anticipando così di poco la sorte che l'avvento di Gluck stava preparando per tutta la precedente produzione operistica francese.
Versioni in dialetto, invece, continuarono a vedere le scene nel sud della Francia, dove la lingua occitana era ancora largamente in uso: a Montpellier e a Tolosa rappresentazioni dell'opera, ora ridefinita "pastouralo toulouzeno", furono di nuovo tenute rispettivamente nel 1778 (con un testo "accoumoudadou à noste patois de Moutpellié"), e nel 1786 e 1789 (in ambo i casi nel Campidoglio di Tolosa).
L'opera occitana di Mondonville è stata resuscitata in epoca moderna a Montpellier, nel 1981, ed anche registrata su vinile. È stata poi prodotta nel 1994–1996 dal Festival Déodat de Séverac a Montauban e a Saint Félix Lauragais. Nel 1999 alcuni brani sono stati inseriti nella registrazione in CD intitolata Musiques aux États du Languedoc.

## Personaggi e interpreti

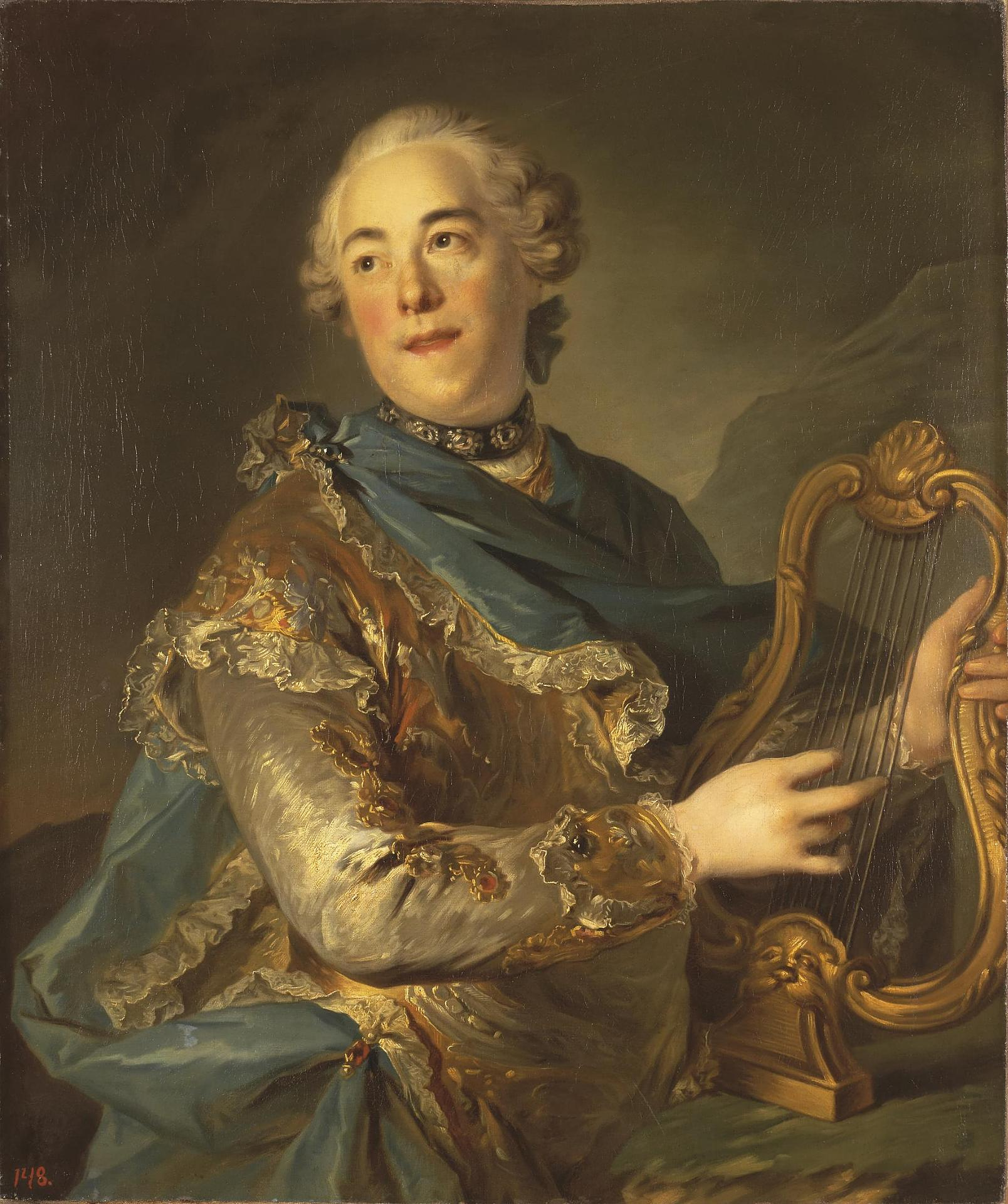
Pierre de Jélyotte in costume da Apollo
olio su tela di Louis Tocqué
(Ermitage - San Pietroburgo)

| Personaggio | Tipologia vocale                                                                                            | Cast della prima                                                                                            |
| Prologo: "Les jeux floraux" ("I giuochi floreali"), rappresentato alla prima parigina del 29 dicembre 1754. | Prologo: "Les jeux floraux" ("I giuochi floreali"), rappresentato alla prima parigina del 29 dicembre 1754. | Prologo: "Les jeux floraux" ("I giuochi floreali"), rappresentato alla prima parigina del 29 dicembre 1754. |
| --- | --- | --- |
| Isaure (Isaura) | soprano | Marie-Jeanne Fesch, detta "Mlle Chevalier"                                                                  |
| Coro e balletto: giardinieri, giardiniere, popolo, nobiltà | | |
| Ballerini soli: François-Robert Marcel, Marie-Françoise Lyonnois (giardinieri), Gaétan Vestris, Mlle Riquet (popolani), Antoine Bandieri de Laval, M. Lyonnois, Louise-Madeleine Lany, Mlle Puvigné figlia(nobili)                                          | | |
| Pastorale: "Daphnis e Alcimaduro" ("Dafni e Alcimadura") rappresentata a Corte il 24 ottobre 1754 | | |
| Daphnis (Dafni) | haute-contre                                                                                                | Pierre de Jélyotte                                                                                          |
| Alcimaduro/Alcimadure (Alcimaduri) | soprano | Marie Fel                                                                                                   |
| Jeanet (Giannetto) | tenore | Jean-Paul Spesoller detto La Tour (o Latour o Delatour)                                                     |
| Coro e balletto: pastori, pastorelle, guardiani di armenti, cacciatori, cacciatrici, barcaiuoli, barcaiuole | | |
| Ballerini soli: Mlle Puvigné figlia (pastorella - Atto 1), Jean-Barthélemy Lany, G. Vestris, Marie-Françoise Lyonnois (mandriani), Thérèse Vestris (pastorella - Atto 3), Jean-Barthélemy Lany and Louise-Madeleine Lany (barcaiuoli, pas de deux - Atto 3) | | |

## Soggetto

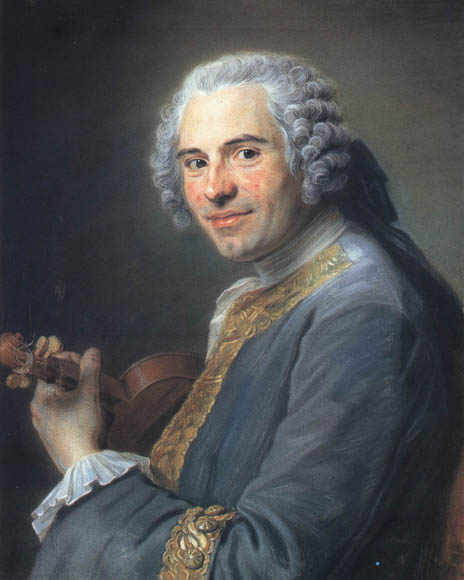
Jean-Joseph Cassanéa de Mondonville
pastello (replica originale) di Quentin de La Tour
(Musée Antoine-Lécuyer - San Quintino)

### Prologo
Clemence Isaure, allegorica e leggendaria patrona della lingua d'oc, festeggia con i giardinieri, il popolo e i nobili di Tolosa, i giochi floreali, inneggiando in francese all'amore ed annunciando l'opera che sta per essere rappresentata, nel loro antico linguaggio incantatore, per celebrare le gesta amorose del prode Dafni e della ritrosa Alcimaduri.

### Atto primo
Il ricco pastore Dafni è innamorato di Alcimaduri, ma ella gli nega il suo amore perché non si fida dei suoi sentimenti. Giannetto, fratello di Alcimaduri, è convinto dell'affidabilità di Dafni e si offre di provarla alla sorella, anche sfruttando il fatto di essergli sconosciuto. 

### Atto secondo
Giannetto, travestito da soldato, fa in modo di incontrare Dafni, mortificato per non essere ricambiato nel suo affetto, cerca di impressionarlo con i racconti delle battaglie da lui combattute e gli rivela di essersi appena promesso ad Alcimaduri e di essere in traccia di un pastore che le faceva gli occhi dolci. Per niente intimorito, Dafni gli si rivela subito e si dichiara pronto ad affrontare la morte per difendere il suo amore. I due vengono però interrotti dalle grida disperate di Alcimaduri che invoca aiuto inseguita da un grosso lupo. Mentre Giannetto se la dà a gambe, Dafni affronta e uccide l'animale. Tornato Giannetto con i paesani, tutti festeggiano il valoroso pastore, anche Alcimaduri, che però continua a negargli il suo amore.

### Atto terzo
Giannetto tenta invano di convincere sua sorella a concedere la sua mano a Dafni, ora che questi si è dimostrato così valente, ma ella insiste a rifiutare le catene dell'amore. Entrato in scena Dafni, Alcimaduri non si lascia ancora intenerire dalle sue profferte di amore, miste al dolore del rifiuto, e neanche dalla minaccia che il giovane fa, partendo, di togliersi la vita. La ragazza si appella allora all'intervento del fratello, ma questi le reca la falsa notizia del suicidio di Dafni, provocando lo scoppio della sua disperazione e la dichiarazione che ella lo seguirà nella morte. Ma Dafni non è morto e l'amore esce quindi alla fine vincitore, nel tripudio generale.